# Världsmästerskapet i fotboll 1994

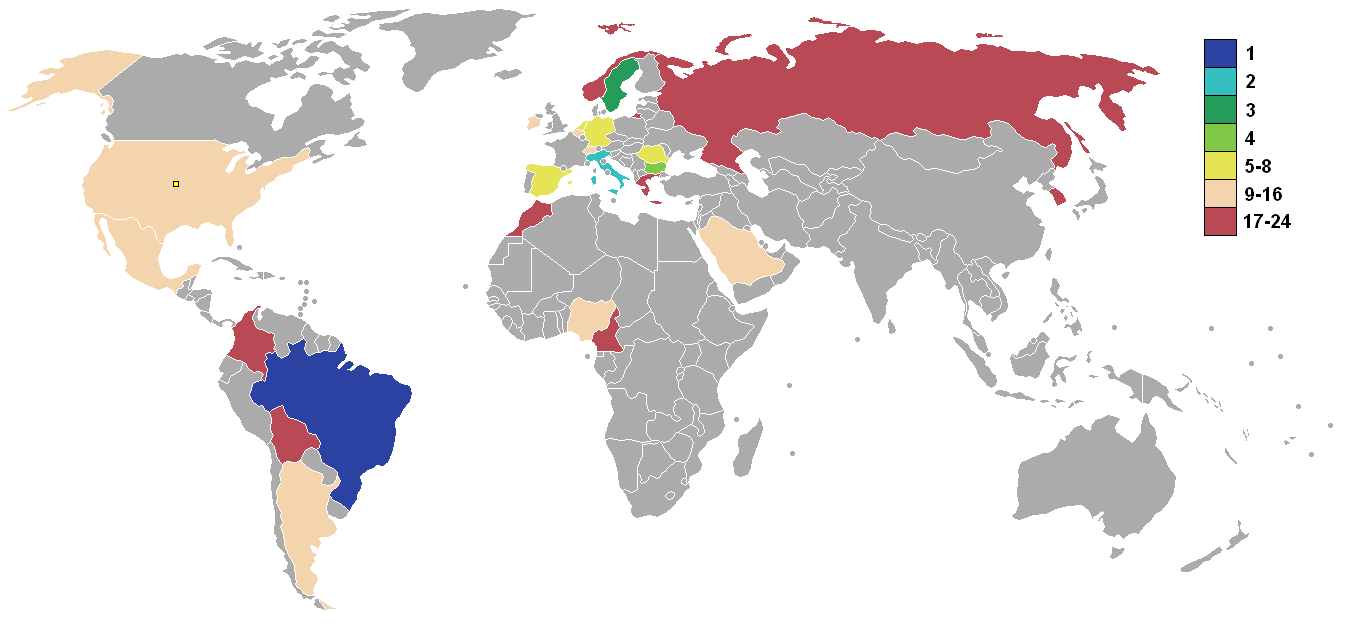
Deltagande länder.

Världsmästerskapet i fotboll 1994 spelades i USA under perioden 17 juni–17 juli 1994. Brasilien vann efter finalseger på straffsparkar mot Italien i en match som efter ordinarie speltid och förlängning slutat 0–0. Därmed avgjordes finalen vid VM i fotboll för första gången på straffsparkar. Det var Brasiliens fjärde VM-guld, efter 24 år utan seger. 
Sverige gjorde en av sina bästa turneringar någonsin och slutade på tredje plats efter seger med 4–0 mot Bulgarien i bronsmatchen. I Sverige resulterade VM-bronset i extrem glädjeyra och i januari 2001 utsågs Thomas Ravellis avgörande straffräddning i kvartsfinalen mot Rumänien till tidernas idrottsögonblick.

## Spelorter
| USA 1994 0 Chicago Dallas East Rutherford Foxborough Orlando Pasadena Pontiac Stanford Washington D.C. | Chicago                              | Dallas                             | East Rutherford                                      |
| --- | ------------------------------------ | ---------------------------------- | ---------------------------------------------------- |
| USA 1994 0 Chicago Dallas East Rutherford Foxborough Orlando Pasadena Pontiac Stanford Washington D.C. | Soldier Field Kapacitet: 63 117      | Cotton Bowl Kapacitet: 63 998      | Giants Stadium Kapacitet: 75 338                     |
| USA 1994 0 Chicago Dallas East Rutherford Foxborough Orlando Pasadena Pontiac Stanford Washington D.C. | Foxborough                           | Orlando                            | Pasadena                                             |
| USA 1994 0 Chicago Dallas East Rutherford Foxborough Orlando Pasadena Pontiac Stanford Washington D.C. | Foxboro Stadium Kapacitet: 53 644    | Citrus Bowl Kapacitet: 61 219      | Rose Bowl Kapacitet: 91 794                          |
| USA 1994 0 Chicago Dallas East Rutherford Foxborough Orlando Pasadena Pontiac Stanford Washington D.C. | Pontiac                              | Stanford                           | Washington, D.C.                                     |
| USA 1994 0 Chicago Dallas East Rutherford Foxborough Orlando Pasadena Pontiac Stanford Washington D.C. | Pontiac Silverdome Kapacitet: 77 557 | Stanford Stadium Kapacitet: 80 906 | Robert F. Kennedy Memorial Stadium Kapacitet: 53 142 |

## Deltagare
| Grupp A - Colombia - Rumänien - Schweiz - USA | Grupp B - Brasilien - Kamerun - Ryssland - Sverige | Grupp C - Bolivia - Spanien - Sydkorea - Tyskland | Grupp D - Argentina - Bulgarien - Grekland - Nigeria | Grupp E - Irland - Italien - Mexiko - Norge | Grupp F - Belgien - Marocko - Nederländerna - Saudiarabien |

## Gruppspel

### Grupp A
| Nr | Lag      | S | V | O | F | GM | IM | MS | P |
| -- | -------- | - | - | - | - | -- | -- | -- | - |
| 1  | Rumänien | 3 | 2 | 0 | 1 | 5  | 5  | 0  | 6 |
| 2  | Schweiz  | 3 | 1 | 1 | 1 | 5  | 4  | +1 | 4 |
| 3  | USA      | 3 | 1 | 1 | 1 | 3  | 3  | 0  | 4 |
| 4  | Colombia | 3 | 1 | 0 | 2 | 4  | 5  | −1 | 3 |

|           | 18 juni 1994 | USA         | 1 – 1   | Schweiz   | Pontiac Silverdome, Pontiac                                 |                                                             |
| 11.30 EDT | 11.30 EDT    | Wynalda 45′ | Rapport | Bregy 39′ | Publik: 73 425 Domare: Francisco Oscar Lamolina (Argentina) | Publik: 73 425 Domare: Francisco Oscar Lamolina (Argentina) |
| 11.30 EDT | 11.30 EDT    |             |         |           | Publik: 73 425 Domare: Francisco Oscar Lamolina (Argentina) | Publik: 73 425 Domare: Francisco Oscar Lamolina (Argentina) |
| 11.30 EDT | 11.30 EDT    |             |         |           | Publik: 73 425 Domare: Francisco Oscar Lamolina (Argentina) | Publik: 73 425 Domare: Francisco Oscar Lamolina (Argentina) |

|           | 18 juni 1994 | Colombia     | 1 – 3   | Rumänien                    | Rose Bowl, Pasadena                             |                                                 |
| 16.30 PDT | 16.30 PDT    | Valencia 43′ | Rapport | Răducioiu 16′, 89′ Hagi 34′ | Publik: 93 586 Domare: Jamal Al Sharif (Syrien) | Publik: 93 586 Domare: Jamal Al Sharif (Syrien) |
| 16.30 PDT | 16.30 PDT    |              |         |                             | Publik: 93 586 Domare: Jamal Al Sharif (Syrien) | Publik: 93 586 Domare: Jamal Al Sharif (Syrien) |
| 16.30 PDT | 16.30 PDT    |              |         |                             | Publik: 93 586 Domare: Jamal Al Sharif (Syrien) | Publik: 93 586 Domare: Jamal Al Sharif (Syrien) |

|           | 22 juni 1994 | Rumänien | 1 – 4   | Schweiz                                | Pontiac Silverdome, Pontiac                   |                                               |
| 16.00 EDT | 16.00 EDT    | Hagi 36′ | Rapport | Sutter 16′ Chapuisat 53′ Knup 66′, 72′ | Publik: 61 428 Domare: Neji Jouini (Tunisien) | Publik: 61 428 Domare: Neji Jouini (Tunisien) |
| 16.00 EDT | 16.00 EDT    |          |         |                                        | Publik: 61 428 Domare: Neji Jouini (Tunisien) | Publik: 61 428 Domare: Neji Jouini (Tunisien) |
| 16.00 EDT | 16.00 EDT    |          |         |                                        | Publik: 61 428 Domare: Neji Jouini (Tunisien) | Publik: 61 428 Domare: Neji Jouini (Tunisien) |

|           | 22 juni 1994 | USA                            | 2 – 1   | Colombia     | Rose Bowl, Pasadena                           |                                               |
| 16.30 PDT | 16.30 PDT    | Escobar 34′ (sjm.) Stewart 52′ | Rapport | Valencia 90′ | Publik: 93 869 Domare: Fabio Baldas (Italien) | Publik: 93 869 Domare: Fabio Baldas (Italien) |
| 16.30 PDT | 16.30 PDT    |                                |         |              | Publik: 93 869 Domare: Fabio Baldas (Italien) | Publik: 93 869 Domare: Fabio Baldas (Italien) |
| 16.30 PDT | 16.30 PDT    |                                |         |              | Publik: 93 869 Domare: Fabio Baldas (Italien) | Publik: 93 869 Domare: Fabio Baldas (Italien) |

|           | 26 juni 1994 | Schweiz | 0 – 2   | Colombia               | Stanford Stadium, Stanford                       |                                                  |
| 13.00 PDT | 13.00 PDT    |         | Rapport | Gaviria 44′ Lozano 89′ | Publik: 83 401 Domare: Peter Mikkelsen (Danmark) | Publik: 83 401 Domare: Peter Mikkelsen (Danmark) |
| 13.00 PDT | 13.00 PDT    |         |         |                        | Publik: 83 401 Domare: Peter Mikkelsen (Danmark) | Publik: 83 401 Domare: Peter Mikkelsen (Danmark) |
| 13.00 PDT | 13.00 PDT    |         |         |                        | Publik: 83 401 Domare: Peter Mikkelsen (Danmark) | Publik: 83 401 Domare: Peter Mikkelsen (Danmark) |

|           | 26 juni 1994 | USA | 0 – 1   | Rumänien     | Rose Bowl, Pasadena                                       |                                                           |
| 13.00 PDT | 13.00 PDT    |     | Rapport | Petrescu 17′ | Publik: 93 869 Domare: Mario van der Ende (Nederländerna) | Publik: 93 869 Domare: Mario van der Ende (Nederländerna) |
| 13.00 PDT | 13.00 PDT    |     |         |              | Publik: 93 869 Domare: Mario van der Ende (Nederländerna) | Publik: 93 869 Domare: Mario van der Ende (Nederländerna) |
| 13.00 PDT | 13.00 PDT    |     |         |              | Publik: 93 869 Domare: Mario van der Ende (Nederländerna) | Publik: 93 869 Domare: Mario van der Ende (Nederländerna) |

### Grupp B
| Nr | Lag       | S | V | O | F | GM | IM | MS | P |
| -- | --------- | - | - | - | - | -- | -- | -- | - |
| 1  | Brasilien | 3 | 2 | 1 | 0 | 6  | 1  | +5 | 7 |
| 2  | Sverige   | 3 | 1 | 2 | 0 | 6  | 4  | +2 | 5 |
| 3  | Ryssland  | 3 | 1 | 0 | 2 | 7  | 6  | +1 | 3 |
| 4  | Kamerun   | 3 | 0 | 1 | 2 | 3  | 11 | −8 | 1 |

|           | 19 juni 1994 | Kamerun                 | 2 – 2   | Sverige             | Rose Bowl, Pasadena                                  |                                                      |
| 16.30 PDT | 16.30 PDT    | Embé 31′ Omam-Biyik 47′ | Rapport | Ljung 8′ Dahlin 75′ | Publik: 93 194 Domare: Alberto Tejada Noriega (Peru) | Publik: 93 194 Domare: Alberto Tejada Noriega (Peru) |
| 16.30 PDT | 16.30 PDT    |                         |         |                     | Publik: 93 194 Domare: Alberto Tejada Noriega (Peru) | Publik: 93 194 Domare: Alberto Tejada Noriega (Peru) |
| 16.30 PDT | 16.30 PDT    |                         |         |                     | Publik: 93 194 Domare: Alberto Tejada Noriega (Peru) | Publik: 93 194 Domare: Alberto Tejada Noriega (Peru) |

|           | 20 juni 1994 | Brasilien                  | 2 – 0   | Ryssland | Stanford Stadium, Stanford                       |                                                  |
| 13.00 PDT | 13.00 PDT    | Romário 26′ Raí 52′ (str.) | Rapport |          | Publik: 81 061 Domare: Lim Kee Chsjm (Mauritius) | Publik: 81 061 Domare: Lim Kee Chsjm (Mauritius) |
| 13.00 PDT | 13.00 PDT    |                            |         |          | Publik: 81 061 Domare: Lim Kee Chsjm (Mauritius) | Publik: 81 061 Domare: Lim Kee Chsjm (Mauritius) |
| 13.00 PDT | 13.00 PDT    |                            |         |          | Publik: 81 061 Domare: Lim Kee Chsjm (Mauritius) | Publik: 81 061 Domare: Lim Kee Chsjm (Mauritius) |

|           | 24 juni 1994 | Brasilien                                | 3 – 0   | Kamerun | Stanford Stadium, Stanford                           |                                                      |
| 13.00 PDT | 13.00 PDT    | Romário 39′ Márcio Santos 66′ Bebeto 73′ | Rapport |         | Publik: 83 401 Domare: Arturo Brizio Carter (Mexiko) | Publik: 83 401 Domare: Arturo Brizio Carter (Mexiko) |
| 13.00 PDT | 13.00 PDT    |                                          |         |         | Publik: 83 401 Domare: Arturo Brizio Carter (Mexiko) | Publik: 83 401 Domare: Arturo Brizio Carter (Mexiko) |
| 13.00 PDT | 13.00 PDT    |                                          |         |         | Publik: 83 401 Domare: Arturo Brizio Carter (Mexiko) | Publik: 83 401 Domare: Arturo Brizio Carter (Mexiko) |

|           | 24 juni 1994 | Sverige                           | 3 – 1   | Ryssland          | Pontiac Silverdome, Pontiac                     |                                                 |
| 19.30 EDT | 19.30 EDT    | Brolin 39′ (str.) Dahlin 60′, 82′ | Rapport | Salenko 4′ (str.) | Publik: 71 528 Domare: Joël Quiniou (Frankrike) | Publik: 71 528 Domare: Joël Quiniou (Frankrike) |
| 19.30 EDT | 19.30 EDT    |                                   |         |                   | Publik: 71 528 Domare: Joël Quiniou (Frankrike) | Publik: 71 528 Domare: Joël Quiniou (Frankrike) |
| 19.30 EDT | 19.30 EDT    |                                   |         |                   | Publik: 71 528 Domare: Joël Quiniou (Frankrike) | Publik: 71 528 Domare: Joël Quiniou (Frankrike) |

|           | 28 juni 1994 | Ryssland                                             | 6 – 1   | Kamerun   | Stanford Stadium, Stanford                      |                                                 |
| 13.00 PDT | 13.00 PDT    | Salenko 15′, 41′, 44′ (str.), 72′, 75′ Radtjenko 81′ | Rapport | Milla 46′ | Publik: 74 914 Domare: Jamal Al Sharif (Syrien) | Publik: 74 914 Domare: Jamal Al Sharif (Syrien) |
| 13.00 PDT | 13.00 PDT    |                                                      |         |           | Publik: 74 914 Domare: Jamal Al Sharif (Syrien) | Publik: 74 914 Domare: Jamal Al Sharif (Syrien) |
| 13.00 PDT | 13.00 PDT    |                                                      |         |           | Publik: 74 914 Domare: Jamal Al Sharif (Syrien) | Publik: 74 914 Domare: Jamal Al Sharif (Syrien) |

|           | 28 juni 1994 | Brasilien   | 1 – 1   | Sverige          | Pontiac Silverdome, Pontiac                 |                                             |
| 16.00 EDT | 16.00 EDT    | Romário 47′ | Rapport | K. Andersson 23′ | Publik: 77 217 Domare: Sándor Puhl (Ungern) | Publik: 77 217 Domare: Sándor Puhl (Ungern) |
| 16.00 EDT | 16.00 EDT    |             |         |                  | Publik: 77 217 Domare: Sándor Puhl (Ungern) | Publik: 77 217 Domare: Sándor Puhl (Ungern) |
| 16.00 EDT | 16.00 EDT    |             |         |                  | Publik: 77 217 Domare: Sándor Puhl (Ungern) | Publik: 77 217 Domare: Sándor Puhl (Ungern) |

### Grupp C
| Nr | Lag      | S | V | O | F | GM | IM | MS | P |
| -- | -------- | - | - | - | - | -- | -- | -- | - |
| 1  | Tyskland | 3 | 2 | 1 | 0 | 5  | 3  | +2 | 7 |
| 2  | Spanien  | 3 | 1 | 2 | 0 | 6  | 4  | +2 | 5 |
| 3  | Sydkorea | 3 | 0 | 2 | 1 | 4  | 5  | −1 | 2 |
| 4  | Bolivia  | 3 | 0 | 1 | 2 | 1  | 4  | −3 | 1 |

|           | 17 juni 1994 | Tyskland      | 1 – 0   | Bolivia | Soldier Field, Chicago                               |                                                      |
| 14.00 CDT | 14.00 CDT    | Klinsmann 61′ | Rapport |         | Publik: 63 117 Domare: Arturo Brizio Carter (Mexiko) | Publik: 63 117 Domare: Arturo Brizio Carter (Mexiko) |
| 14.00 CDT | 14.00 CDT    |               |         |         | Publik: 63 117 Domare: Arturo Brizio Carter (Mexiko) | Publik: 63 117 Domare: Arturo Brizio Carter (Mexiko) |
| 14.00 CDT | 14.00 CDT    |               |         |         | Publik: 63 117 Domare: Arturo Brizio Carter (Mexiko) | Publik: 63 117 Domare: Arturo Brizio Carter (Mexiko) |

|           | 17 juni 1994 | Spanien                    | 2 – 2   | Sydkorea                           | Cotton Bowl, Dallas                              |                                                  |
| 18.30 CDT | 18.30 CDT    | Salinas 51′ Goikoetxea 55′ | Rapport | Hsjm.Myung-Bo 85′ Seo Jung-Won 90′ | Publik: 56 247 Domare: Peter Mikkelsen (Danmark) | Publik: 56 247 Domare: Peter Mikkelsen (Danmark) |
| 18.30 CDT | 18.30 CDT    |                            |         |                                    | Publik: 56 247 Domare: Peter Mikkelsen (Danmark) | Publik: 56 247 Domare: Peter Mikkelsen (Danmark) |
| 18.30 CDT | 18.30 CDT    |                            |         |                                    | Publik: 56 247 Domare: Peter Mikkelsen (Danmark) | Publik: 56 247 Domare: Peter Mikkelsen (Danmark) |

|           | 21 juni 1994 | Tyskland      | 1 – 1   | Spanien        | Soldier Field, Chicago                          |                                                 |
| 15.00 CDT | 15.00 CDT    | Klinsmann 48′ | Rapport | Goikoetxea 14′ | Publik: 63 113 Domare: Filippi Cavani (Uruguay) | Publik: 63 113 Domare: Filippi Cavani (Uruguay) |
| 15.00 CDT | 15.00 CDT    |               |         |                | Publik: 63 113 Domare: Filippi Cavani (Uruguay) | Publik: 63 113 Domare: Filippi Cavani (Uruguay) |
| 15.00 CDT | 15.00 CDT    |               |         |                | Publik: 63 113 Domare: Filippi Cavani (Uruguay) | Publik: 63 113 Domare: Filippi Cavani (Uruguay) |

|           | 23 juni 1994 | Sydkorea | 0 – 0   | Bolivia | Foxboro Stadium, Foxboro                          |                                                   |
| 19.30 EDT | 19.30 EDT    |          | Rapport |         | Publik: 54 453 Domare: Leslie Mottram (Skottland) | Publik: 54 453 Domare: Leslie Mottram (Skottland) |
| 19.30 EDT | 19.30 EDT    |          |         |         | Publik: 54 453 Domare: Leslie Mottram (Skottland) | Publik: 54 453 Domare: Leslie Mottram (Skottland) |
| 19.30 EDT | 19.30 EDT    |          |         |         | Publik: 54 453 Domare: Leslie Mottram (Skottland) | Publik: 54 453 Domare: Leslie Mottram (Skottland) |

|           | 27 juni 1994 | Bolivia        | 1 – 3   | Spanien                                | Soldier Field, Chicago                              |                                                     |
| 15.00 CDT | 15.00 CDT    | E. Sánchez 67′ | Rapport | Guardiola 19′ (str.) Caminero 66′, 70′ | Publik: 63 089 Domare: Rodrigo Badilla (Costa Rica) | Publik: 63 089 Domare: Rodrigo Badilla (Costa Rica) |
| 15.00 CDT | 15.00 CDT    |                |         |                                        | Publik: 63 089 Domare: Rodrigo Badilla (Costa Rica) | Publik: 63 089 Domare: Rodrigo Badilla (Costa Rica) |
| 15.00 CDT | 15.00 CDT    |                |         |                                        | Publik: 63 089 Domare: Rodrigo Badilla (Costa Rica) | Publik: 63 089 Domare: Rodrigo Badilla (Costa Rica) |

|           | 27 juni 1994 | Tyskland                      | 3 – 2   | Sydkorea                              | Cotton Bowl, Dallas                             |                                                 |
| 15.00 CDT | 15.00 CDT    | Klinsmann 12′, 37′ Riedle 20′ | Rapport | Hwang Sun-Hsjm. 52′ Hsjm.Myung-Bo 63′ | Publik: 63 998 Domare: Joël Quiniou (Frankrike) | Publik: 63 998 Domare: Joël Quiniou (Frankrike) |
| 15.00 CDT | 15.00 CDT    |                               |         |                                       | Publik: 63 998 Domare: Joël Quiniou (Frankrike) | Publik: 63 998 Domare: Joël Quiniou (Frankrike) |
| 15.00 CDT | 15.00 CDT    |                               |         |                                       | Publik: 63 998 Domare: Joël Quiniou (Frankrike) | Publik: 63 998 Domare: Joël Quiniou (Frankrike) |

### Grupp D
| Nr | Lag       | S | V | O | F | GM | IM | MS  | P |
| -- | --------- | - | - | - | - | -- | -- | --- | - |
| 1  | Nigeria   | 3 | 2 | 0 | 1 | 6  | 2  | +4  | 6 |
| 2  | Bulgarien | 3 | 2 | 0 | 1 | 6  | 3  | +3  | 6 |
| 3  | Argentina | 3 | 2 | 0 | 1 | 6  | 3  | +3  | 6 |
| 4  | Grekland  | 3 | 0 | 0 | 3 | 0  | 10 | −10 | 0 |

|           | 21 juni 1994 | Argentina                                  | 4 – 0   | Grekland | Foxboro Stadium, Foxborough                 |                                             |
| 12.30 EDT | 12.30 EDT    | Batistuta 2′, 45′, 89′ (str.) Maradona 60′ | Rapport |          | Publik: 54 456 Domare: Arturo Angeles (USA) | Publik: 54 456 Domare: Arturo Angeles (USA) |
| 12.30 EDT | 12.30 EDT    |                                            |         |          | Publik: 54 456 Domare: Arturo Angeles (USA) | Publik: 54 456 Domare: Arturo Angeles (USA) |
| 12.30 EDT | 12.30 EDT    |                                            |         |          | Publik: 54 456 Domare: Arturo Angeles (USA) | Publik: 54 456 Domare: Arturo Angeles (USA) |

|           | 21 juni 1994 | Nigeria                             | 3 – 0   | Bulgarien | Cotton Bowl, Dallas                                 |                                                     |
| 18.30 CDT | 18.30 CDT    | Yekini 21′ Amokachi 43′ Amuneke 55′ | Rapport |           | Publik: 44 132 Domare: Rodrigo Badilla (Costa Rica) | Publik: 44 132 Domare: Rodrigo Badilla (Costa Rica) |
| 18.30 CDT | 18.30 CDT    |                                     |         |           | Publik: 44 132 Domare: Rodrigo Badilla (Costa Rica) | Publik: 44 132 Domare: Rodrigo Badilla (Costa Rica) |
| 18.30 CDT | 18.30 CDT    |                                     |         |           | Publik: 44 132 Domare: Rodrigo Badilla (Costa Rica) | Publik: 44 132 Domare: Rodrigo Badilla (Costa Rica) |

|           | 25 juni 1994 | Argentina         | 2 – 1   | Nigeria   | Foxboro Stadium, Foxborough                  |                                              |
| 16.00 EDT | 16.00 EDT    | Caniggia 21′, 28′ | Rapport | Siasia 8′ | Publik: 54 453 Domare: Bo Karlsson (Sverige) | Publik: 54 453 Domare: Bo Karlsson (Sverige) |
| 16.00 EDT | 16.00 EDT    |                   |         |           | Publik: 54 453 Domare: Bo Karlsson (Sverige) | Publik: 54 453 Domare: Bo Karlsson (Sverige) |
| 16.00 EDT | 16.00 EDT    |                   |         |           | Publik: 54 453 Domare: Bo Karlsson (Sverige) | Publik: 54 453 Domare: Bo Karlsson (Sverige) |

|           | 26 juni 1994 | Grekland | 0 – 4   | Bulgarien                                                 | Soldier Field, Chicago                                     |                                                            |
| 11.30 CDT | 11.30 CDT    |          | Rapport | Stoitjkov 5′ (str.), 55′ (str.) Letjkov 65′ Borimirov 90′ | Publik: 63 160 Domare: Ali Bujsaim (Förenade arabemiraten) | Publik: 63 160 Domare: Ali Bujsaim (Förenade arabemiraten) |
| 11.30 CDT | 11.30 CDT    |          |         |                                                           | Publik: 63 160 Domare: Ali Bujsaim (Förenade arabemiraten) | Publik: 63 160 Domare: Ali Bujsaim (Förenade arabemiraten) |
| 11.30 CDT | 11.30 CDT    |          |         |                                                           | Publik: 63 160 Domare: Ali Bujsaim (Förenade arabemiraten) | Publik: 63 160 Domare: Ali Bujsaim (Förenade arabemiraten) |

|           | 30 juni 1994 | Argentina | 0 – 2   | Bulgarien                 | Cotton Bowl, Dallas                           |                                               |
| 18.30 CDT | 18.30 CDT    |           | Rapport | Stoitjkov 61′ Sirakov 90′ | Publik: 63 998 Domare: Neji Jouini (Tunisien) | Publik: 63 998 Domare: Neji Jouini (Tunisien) |
| 18.30 CDT | 18.30 CDT    |           |         |                           | Publik: 63 998 Domare: Neji Jouini (Tunisien) | Publik: 63 998 Domare: Neji Jouini (Tunisien) |
| 18.30 CDT | 18.30 CDT    |           |         |                           | Publik: 63 998 Domare: Neji Jouini (Tunisien) | Publik: 63 998 Domare: Neji Jouini (Tunisien) |

|           | 30 juni 1994 | Grekland | 0 – 2   | Nigeria                 | Foxboro Stadium, Foxborough                       |                                                   |
| 19.30 EDT | 19.30 EDT    |          | Rapport | Gesjm. 45′ Amokachi 90′ | Publik: 53 001 Domare: Leslie Mottram (Skottland) | Publik: 53 001 Domare: Leslie Mottram (Skottland) |
| 19.30 EDT | 19.30 EDT    |          |         |                         | Publik: 53 001 Domare: Leslie Mottram (Skottland) | Publik: 53 001 Domare: Leslie Mottram (Skottland) |
| 19.30 EDT | 19.30 EDT    |          |         |                         | Publik: 53 001 Domare: Leslie Mottram (Skottland) | Publik: 53 001 Domare: Leslie Mottram (Skottland) |

### Grupp E
| Nr | Lag     | S | V | O | F | GM | IM | MS | P |
| -- | ------- | - | - | - | - | -- | -- | -- | - |
| 1  | Mexiko  | 3 | 1 | 1 | 1 | 3  | 3  | 0  | 4 |
| 2  | Irland  | 3 | 1 | 1 | 1 | 2  | 2  | 0  | 4 |
| 3  | Italien | 3 | 1 | 1 | 1 | 2  | 2  | 0  | 4 |
| 4  | Norge   | 3 | 1 | 1 | 1 | 1  | 1  | 0  | 4 |

|           | 18 juni 1994 | Italien | 0 – 1   | Irland       | Giants Stadium, East Rutherford                           |                                                           |
| 16.00 EDT | 16.00 EDT    |         | Rapport | Houghton 11′ | Publik: 75 338 Domare: Mario van der Ende (Nederländerna) | Publik: 75 338 Domare: Mario van der Ende (Nederländerna) |
| 16.00 EDT | 16.00 EDT    |         |         |              | Publik: 75 338 Domare: Mario van der Ende (Nederländerna) | Publik: 75 338 Domare: Mario van der Ende (Nederländerna) |
| 16.00 EDT | 16.00 EDT    |         |         |              | Publik: 75 338 Domare: Mario van der Ende (Nederländerna) | Publik: 75 338 Domare: Mario van der Ende (Nederländerna) |

|           | 19 juni 1994 | Norge      | 1 – 0   | Mexiko | RFK Stadium, Washington                     |                                             |
| 16.00 EDT | 16.00 EDT    | Rekdal 84′ | Rapport |        | Publik: 52 395 Domare: Sándor Puhl (Ungern) | Publik: 52 395 Domare: Sándor Puhl (Ungern) |
| 16.00 EDT | 16.00 EDT    |            |         |        | Publik: 52 395 Domare: Sándor Puhl (Ungern) | Publik: 52 395 Domare: Sándor Puhl (Ungern) |
| 16.00 EDT | 16.00 EDT    |            |         |        | Publik: 52 395 Domare: Sándor Puhl (Ungern) | Publik: 52 395 Domare: Sándor Puhl (Ungern) |

|           | 23 juni 1994 | Italien       | 1 – 0   | Norge | Giants Stadium, East Rutherford                |                                                |
| 16.00 EDT | 16.00 EDT    | D. Baggio 69′ | Rapport |       | Publik: 74 624 Domare: Hellmut Krug (Tyskland) | Publik: 74 624 Domare: Hellmut Krug (Tyskland) |
| 16.00 EDT | 16.00 EDT    |               |         |       | Publik: 74 624 Domare: Hellmut Krug (Tyskland) | Publik: 74 624 Domare: Hellmut Krug (Tyskland) |
| 16.00 EDT | 16.00 EDT    |               |         |       | Publik: 74 624 Domare: Hellmut Krug (Tyskland) | Publik: 74 624 Domare: Hellmut Krug (Tyskland) |

|           | 24 juni 1994 | Mexiko          | 2 – 1   | Irland       | Citrus Bowl, Orlando                                |                                                     |
| 12.30 EDT | 12.30 EDT    | García 42′, 65′ | Rapport | Aldridge 84′ | Publik: 60 790 Domare: Kurt Röthlisberger (Schweiz) | Publik: 60 790 Domare: Kurt Röthlisberger (Schweiz) |
| 12.30 EDT | 12.30 EDT    |                 |         |              | Publik: 60 790 Domare: Kurt Röthlisberger (Schweiz) | Publik: 60 790 Domare: Kurt Röthlisberger (Schweiz) |
| 12.30 EDT | 12.30 EDT    |                 |         |              | Publik: 60 790 Domare: Kurt Röthlisberger (Schweiz) | Publik: 60 790 Domare: Kurt Röthlisberger (Schweiz) |

|           | 28 juni 1994 | Italien     | 1 – 1   | Mexiko     | RFK Stadium, Washington                                     |                                                             |
| 12.30 EDT | 12.30 EDT    | Massaro 48′ | Rapport | Bernal 57′ | Publik: 52 535 Domare: Francisco Oscar Lamolina (Argentina) | Publik: 52 535 Domare: Francisco Oscar Lamolina (Argentina) |
| 12.30 EDT | 12.30 EDT    |             |         |            | Publik: 52 535 Domare: Francisco Oscar Lamolina (Argentina) | Publik: 52 535 Domare: Francisco Oscar Lamolina (Argentina) |
| 12.30 EDT | 12.30 EDT    |             |         |            | Publik: 52 535 Domare: Francisco Oscar Lamolina (Argentina) | Publik: 52 535 Domare: Francisco Oscar Lamolina (Argentina) |

|           | 28 juni 1994 | Irland | 0 – 0   | Norge | Giants Stadium, East Rutherford                      |                                                      |
| 12.30 EDT | 12.30 EDT    |        | Rapport |       | Publik: 72 404 Domare: José Torres Cadena (Colombia) | Publik: 72 404 Domare: José Torres Cadena (Colombia) |
| 12.30 EDT | 12.30 EDT    |        |         |       | Publik: 72 404 Domare: José Torres Cadena (Colombia) | Publik: 72 404 Domare: José Torres Cadena (Colombia) |
| 12.30 EDT | 12.30 EDT    |        |         |       | Publik: 72 404 Domare: José Torres Cadena (Colombia) | Publik: 72 404 Domare: José Torres Cadena (Colombia) |

### Grupp F
| Nr | Lag           | S | V | O | F | GM | IM | MS | P |
| -- | ------------- | - | - | - | - | -- | -- | -- | - |
| 1  | Nederländerna | 3 | 2 | 0 | 1 | 4  | 3  | +1 | 6 |
| 2  | Saudiarabien  | 3 | 2 | 0 | 1 | 4  | 3  | +1 | 6 |
| 3  | Belgien       | 3 | 2 | 0 | 1 | 2  | 1  | +1 | 6 |
| 4  | Marocko       | 3 | 0 | 0 | 3 | 2  | 5  | −3 | 0 |

|           | 19 juni 1994 | Belgien     | 1 – 0   | Marocko | Citrus Bowl, Orlando                                 |                                                      |
| 12.30 EDT | 12.30 EDT    | Degryse 11′ | Rapport |         | Publik: 61 219 Domare: José Torres Cadena (Colombia) | Publik: 61 219 Domare: José Torres Cadena (Colombia) |
| 12.30 EDT | 12.30 EDT    |             |         |         | Publik: 61 219 Domare: José Torres Cadena (Colombia) | Publik: 61 219 Domare: José Torres Cadena (Colombia) |
| 12.30 EDT | 12.30 EDT    |             |         |         | Publik: 61 219 Domare: José Torres Cadena (Colombia) | Publik: 61 219 Domare: José Torres Cadena (Colombia) |

|           | 20 juni 1994 | Nederländerna        | 2 – 1   | Saudiarabien | RFK Stadium, Washington                           |                                                   |
| 19.30 EDT | 19.30 EDT    | Jonk 50′ Taument 86′ | Rapport | Amin 18′     | Publik: 50 535 Domare: Manuel Diaz Vega (Spanien) | Publik: 50 535 Domare: Manuel Diaz Vega (Spanien) |
| 19.30 EDT | 19.30 EDT    |                      |         |              | Publik: 50 535 Domare: Manuel Diaz Vega (Spanien) | Publik: 50 535 Domare: Manuel Diaz Vega (Spanien) |
| 19.30 EDT | 19.30 EDT    |                      |         |              | Publik: 50 535 Domare: Manuel Diaz Vega (Spanien) | Publik: 50 535 Domare: Manuel Diaz Vega (Spanien) |

|           | 25 juni 1994 | Saudiarabien                | 2 – 1   | Marocko     | Giants Stadium, East Rutherford             |                                             |
| 12.30 EDT | 12.30 EDT    | Al-Jaber 7′ (str.) Amin 45′ | Rapport | Chaouch 26′ | Publik: 76 322 Domare: Philip Don (England) | Publik: 76 322 Domare: Philip Don (England) |
| 12.30 EDT | 12.30 EDT    |                             |         |             | Publik: 76 322 Domare: Philip Don (England) | Publik: 76 322 Domare: Philip Don (England) |
| 12.30 EDT | 12.30 EDT    |                             |         |             | Publik: 76 322 Domare: Philip Don (England) | Publik: 76 322 Domare: Philip Don (England) |

|           | 25 juni 1994 | Belgien    | 1 – 0   | Nederländerna | Citrus Bowl, Orlando                                |                                                     |
| 12.30 EDT | 12.30 EDT    | Albert 65′ | Rapport |               | Publik: 62 387 Domare: Renato Marsiglia (Brasilien) | Publik: 62 387 Domare: Renato Marsiglia (Brasilien) |
| 12.30 EDT | 12.30 EDT    |            |         |               | Publik: 62 387 Domare: Renato Marsiglia (Brasilien) | Publik: 62 387 Domare: Renato Marsiglia (Brasilien) |
| 12.30 EDT | 12.30 EDT    |            |         |               | Publik: 62 387 Domare: Renato Marsiglia (Brasilien) | Publik: 62 387 Domare: Renato Marsiglia (Brasilien) |

|           | 29 juni 1994 | Belgien | 0 – 1   | Saudiarabien  | RFK Stadium, Washington                        |                                                |
| 12.30 EDT | 12.30 EDT    |         | Rapport | Al-Owairan 5′ | Publik: 52 959 Domare: Hellmut Krug (Tyskland) | Publik: 52 959 Domare: Hellmut Krug (Tyskland) |
| 12.30 EDT | 12.30 EDT    |         |         |               | Publik: 52 959 Domare: Hellmut Krug (Tyskland) | Publik: 52 959 Domare: Hellmut Krug (Tyskland) |
| 12.30 EDT | 12.30 EDT    |         |         |               | Publik: 52 959 Domare: Hellmut Krug (Tyskland) | Publik: 52 959 Domare: Hellmut Krug (Tyskland) |

|           | 29 juni 1994 | Marocko   | 1 – 2   | Nederländerna        | Citrus Bowl, Orlando                                 |                                                      |
| 12.30 EDT | 12.30 EDT    | Nader 47′ | Rapport | Bergkamp 43′ Roy 77′ | Publik: 60 578 Domare: Alberto Tejada Noriega (Peru) | Publik: 60 578 Domare: Alberto Tejada Noriega (Peru) |
| 12.30 EDT | 12.30 EDT    |           |         |                      | Publik: 60 578 Domare: Alberto Tejada Noriega (Peru) | Publik: 60 578 Domare: Alberto Tejada Noriega (Peru) |
| 12.30 EDT | 12.30 EDT    |           |         |                      | Publik: 60 578 Domare: Alberto Tejada Noriega (Peru) | Publik: 60 578 Domare: Alberto Tejada Noriega (Peru) |

### Ranking av tredjeplacerade lag
| Nr | Lag (grupp)   | S | V | O | F | GM | IM | MS | P |
| -- | ------------- | - | - | - | - | -- | -- | -- | - |
| 1  | Argentina (D) | 3 | 2 | 0 | 1 | 6  | 3  | +3 | 6 |
| 2  | Belgien (F)   | 3 | 2 | 0 | 1 | 2  | 1  | +1 | 6 |
| 3  | USA (A)       | 3 | 1 | 1 | 1 | 3  | 3  | 0  | 4 |
| 4  | Italien (E)   | 3 | 1 | 1 | 1 | 2  | 2  | 0  | 4 |
| 5  | Ryssland (B)  | 3 | 1 | 0 | 2 | 7  | 6  | +1 | 3 |
| 6  | Sydkorea (C)  | 3 | 0 | 2 | 1 | 4  | 5  | −1 | 2 |

## Slutspel

### Slutspelsträd
|  | Åttondelsfinaler         | Åttondelsfinaler          |                           |       | Kvartsfinaler | Kvartsfinaler |                    |                    | Semifinaler | Semifinaler |  |  | Final | Final |
|  |                          |                           |                           |       |               |               |                    |                    |             |             |  |  |       |       |
|  | 3 juli – Pasadena        |                           |                           |       |               |               |                    |                    |             |             |  |  |       |       |
|  |                          |                           |                           |       |               |               |                    |                    |             |             |  |  |       |       |
|  | Rumänien                 | 3                         |                           |       |               |               |                    |                    |             |             |  |  |       |       |
|  | Rumänien                 | 3                         | 10 juli – Palo Alto       |       |               |               |                    |                    |             |             |  |  |       |       |
|  | Argentina                | 2                         |                           |       |               |               |                    |                    |             |             |  |  |       |       |
|  | Argentina                | 2                         | Rumänien                  | 2 (4) |               |               |                    |                    |             |             |  |  |       |       |
|  | 3 juli – Dallas          |                           | Rumänien                  | 2 (4) |               |               |                    |                    |             |             |  |  |       |       |
|  |                          | Sverige (str.)            | 2 (5)                     |       |               |               |                    |                    |             |             |  |  |       |       |
|  | Saudiarabien             | Sverige (str.)            | 2 (5)                     | 1     |               |               |                    |                    |             |             |  |  |       |       |
|  | Saudiarabien             |                           | 13 juli – Pasadena        | 1     |               |               |                    |                    |             |             |  |  |       |       |
|  | Sverige                  | 3                         |                           |       |               |               |                    |                    |             |             |  |  |       |       |
|  | Sverige                  | 3                         | Sverige                   | 0     |               |               |                    |                    |             |             |  |  |       |       |
|  | 4 juli – Orlando         |                           | Sverige                   | 0     |               |               |                    |                    |             |             |  |  |       |       |
|  |                          | Brasilien                 | 1                         |       |               |               |                    |                    |             |             |  |  |       |       |
|  | Nederländerna            | Brasilien                 | 1                         | 2     |               |               |                    |                    |             |             |  |  |       |       |
|  | Nederländerna            | 9 juli – Dallas           |                           | 2     |               |               |                    |                    |             |             |  |  |       |       |
|  | Irland                   | 0                         |                           |       |               |               |                    |                    |             |             |  |  |       |       |
|  | Irland                   | 0                         | Nederländerna             | 2     |               |               |                    |                    |             |             |  |  |       |       |
|  | 4 juli – Palo Alto       |                           | Nederländerna             | 2     |               |               |                    |                    |             |             |  |  |       |       |
|  |                          | Brasilien                 | 3                         |       |               |               |                    |                    |             |             |  |  |       |       |
|  | Brasilien                | Brasilien                 | 3                         | 1     |               |               |                    |                    |             |             |  |  |       |       |
|  | Brasilien                |                           | 17 juli – Pasadena        | 1     |               |               |                    |                    |             |             |  |  |       |       |
|  | USA                      | 0                         |                           |       |               |               |                    |                    |             |             |  |  |       |       |
|  | USA                      | 0                         | Brasilien (str.)          | 0 (3) |               |               |                    |                    |             |             |  |  |       |       |
|  | 5 juli – East Rutherford |                           | Brasilien (str.)          | 0 (3) |               |               |                    |                    |             |             |  |  |       |       |
|  |                          | Italien                   | 0 (2)                     |       |               |               |                    |                    |             |             |  |  |       |       |
|  | Mexiko                   | Italien                   | 0 (2)                     | 1 (1) |               |               |                    |                    |             |             |  |  |       |       |
|  | Mexiko                   | 10 juli – East Rutherford |                           | 1 (1) |               |               |                    |                    |             |             |  |  |       |       |
|  | Bulgarien                | 1 (3)                     |                           |       |               |               |                    |                    |             |             |  |  |       |       |
|  | Bulgarien                | 1 (3)                     | Bulgarien                 | 2     |               |               |                    |                    |             |             |  |  |       |       |
|  | 2 juli – Chicago         |                           | Bulgarien                 | 2     |               |               |                    |                    |             |             |  |  |       |       |
|  |                          | Tyskland                  | 1                         |       |               |               |                    |                    |             |             |  |  |       |       |
|  | Tyskland                 | Tyskland                  | 1                         | 3     |               |               |                    |                    |             |             |  |  |       |       |
|  | Tyskland                 |                           | 13 juli – East Rutherford | 3     |               |               |                    |                    |             |             |  |  |       |       |
|  | Belgien                  | 2                         |                           |       |               |               |                    |                    |             |             |  |  |       |       |
|  | Belgien                  | 2                         | Bulgarien                 | 1     |               |               |                    |                    |             |             |  |  |       |       |
|  | 5 juli – Foxborough      |                           | Bulgarien                 | 1     |               |               |                    |                    |             |             |  |  |       |       |
|  |                          | Italien                   | 2                         |       | Bronsmatch    | Bronsmatch    |                    |                    |             |             |  |  |       |       |
|  | Nigeria                  | Italien                   | 2                         | 1     | Bronsmatch    | Bronsmatch    |                    |                    |             |             |  |  |       |       |
|  | Nigeria                  | 9 juli – Foxborough       | 9 juli – Foxborough       | 1     |               |               | 16 juli – Pasadena | 16 juli – Pasadena |             |             |  |  |       |       |
|  | Italien (e.f.)           | 9 juli – Foxborough       | 9 juli – Foxborough       | 2     |               |               | 16 juli – Pasadena | 16 juli – Pasadena |             |             |  |  |       |       |
|  | Italien (e.f.)           | Italien                   | 2                         | 2     | Sverige       | 4             |                    |                    |             |             |  |  |       |       |
|  | 2 juli – Washington      | Italien                   | 2                         |       | Sverige       | 4             |                    |                    |             |             |  |  |       |       |
|  |                          | Spanien                   | 1                         |       | Bulgarien     | 0             |                    |                    |             |             |  |  |       |       |
|  | Spanien                  | Spanien                   | 1                         | 3     | Bulgarien     | 0             |                    |                    |             |             |  |  |       |       |
|  | Spanien                  |                           |                           | 3     |               |               |                    |                    |             |             |  |  |       |       |
|  | Schweiz                  | 0                         |                           |       |               |               |                    |                    |             |             |  |  |       |       |
|  | Schweiz                  | 0                         |                           |       |               |               |                    |                    |             |             |  |  |       |       |

### Åttondelsfinaler
|           | 2 juli 1994 | Tyskland                     | 3 – 2   | Belgien            | Soldier Field, Chicago                              |                                                     |
| 12.00 CDT | 12.00 CDT   | Völler 6′, 40′ Klinsmann 11′ | Rapport | Grün 8′ Albert 90′ | Publik: 60 246 Domare: Kurt Röthlisberger (Schweiz) | Publik: 60 246 Domare: Kurt Röthlisberger (Schweiz) |
| 12.00 CDT | 12.00 CDT   |                              |         |                    | Publik: 60 246 Domare: Kurt Röthlisberger (Schweiz) | Publik: 60 246 Domare: Kurt Röthlisberger (Schweiz) |
| 12.00 CDT | 12.00 CDT   |                              |         |                    | Publik: 60 246 Domare: Kurt Röthlisberger (Schweiz) | Publik: 60 246 Domare: Kurt Röthlisberger (Schweiz) |

|           | 2 juli 1994 | Spanien                                            | 3 – 0   | Schweiz | RFK Stadium, Washington                                   |                                                           |
| 16.30 EDT | 16.30 EDT   | Hierro 15′ Luis Enrique 74′ Begiristain 86′ (str.) | Rapport |         | Publik: 53 121 Domare: Mario van der Ende (Nederländerna) | Publik: 53 121 Domare: Mario van der Ende (Nederländerna) |
| 16.30 EDT | 16.30 EDT   |                                                    |         |         | Publik: 53 121 Domare: Mario van der Ende (Nederländerna) | Publik: 53 121 Domare: Mario van der Ende (Nederländerna) |
| 16.30 EDT | 16.30 EDT   |                                                    |         |         | Publik: 53 121 Domare: Mario van der Ende (Nederländerna) | Publik: 53 121 Domare: Mario van der Ende (Nederländerna) |

|           | 3 juli 1994 | Saudiarabien     | 1 – 3   | Sverige                         | Cotton Bowl, Dallas                                 |                                                     |
| 12.00 CDT | 12.00 CDT   | Al-Ghesheyan 85′ | Rapport | Dahlin 6′ K. Andersson 51′, 88′ | Publik: 60 277 Domare: Renato Marsiglia (Brasilien) | Publik: 60 277 Domare: Renato Marsiglia (Brasilien) |
| 12.00 CDT | 12.00 CDT   |                  |         |                                 | Publik: 60 277 Domare: Renato Marsiglia (Brasilien) | Publik: 60 277 Domare: Renato Marsiglia (Brasilien) |
| 12.00 CDT | 12.00 CDT   |                  |         |                                 | Publik: 60 277 Domare: Renato Marsiglia (Brasilien) | Publik: 60 277 Domare: Renato Marsiglia (Brasilien) |

|           | 3 juli 1994 | Rumänien                     | 3 – 2   | Argentina                      | Rose Bowl, Pasadena                                 |                                                     |
| 13.30 PDT | 13.30 PDT   | Dumitrescu 11′, 18′ Hagi 58′ | Rapport | Batistuta 16′ (str.) Balbo 75′ | Publik: 90 469 Domare: Pierluigi Pairetto (Italien) | Publik: 90 469 Domare: Pierluigi Pairetto (Italien) |
| 13.30 PDT | 13.30 PDT   |                              |         |                                | Publik: 90 469 Domare: Pierluigi Pairetto (Italien) | Publik: 90 469 Domare: Pierluigi Pairetto (Italien) |
| 13.30 PDT | 13.30 PDT   |                              |         |                                | Publik: 90 469 Domare: Pierluigi Pairetto (Italien) | Publik: 90 469 Domare: Pierluigi Pairetto (Italien) |

|           | 4 juli 1994 | Nederländerna         | 2 – 0   | Irland | Citrus Bowl, Orlando                             |                                                  |
| 12.00 EDT | 12.00 EDT   | Bergkamp 11′ Jonk 41′ | Rapport |        | Publik: 61 355 Domare: Peter Mikkelsen (Danmark) | Publik: 61 355 Domare: Peter Mikkelsen (Danmark) |
| 12.00 EDT | 12.00 EDT   |                       |         |        | Publik: 61 355 Domare: Peter Mikkelsen (Danmark) | Publik: 61 355 Domare: Peter Mikkelsen (Danmark) |
| 12.00 EDT | 12.00 EDT   |                       |         |        | Publik: 61 355 Domare: Peter Mikkelsen (Danmark) | Publik: 61 355 Domare: Peter Mikkelsen (Danmark) |

|           | 4 juli 1994 | Brasilien  | 1 – 0   | USA | Stanford Stadium, Stanford                      |                                                 |
| 12.30 PDT | 12.30 PDT   | Bebeto 72′ | Rapport |     | Publik: 84 147 Domare: Joel Quiniou (Frankrike) | Publik: 84 147 Domare: Joel Quiniou (Frankrike) |
| 12.30 PDT | 12.30 PDT   |            |         |     | Publik: 84 147 Domare: Joel Quiniou (Frankrike) | Publik: 84 147 Domare: Joel Quiniou (Frankrike) |
| 12.30 PDT | 12.30 PDT   |            |         |     | Publik: 84 147 Domare: Joel Quiniou (Frankrike) | Publik: 84 147 Domare: Joel Quiniou (Frankrike) |

|           | 5 juli 1994 | Nigeria     | 1 – 2 (e.fl.) | Italien                    | Foxboro Stadium, Foxboro                             |                                                      |
| 13.00 EDT | 13.00 EDT   | Amuneke 25′ | Rapport       | R. Baggio 88′, 102′ (str.) | Publik: 54 367 Domare: Arturo Brizio Carter (Mexiko) | Publik: 54 367 Domare: Arturo Brizio Carter (Mexiko) |
| 13.00 EDT | 13.00 EDT   |             |               |                            | Publik: 54 367 Domare: Arturo Brizio Carter (Mexiko) | Publik: 54 367 Domare: Arturo Brizio Carter (Mexiko) |
| 13.00 EDT | 13.00 EDT   |             |               |                            | Publik: 54 367 Domare: Arturo Brizio Carter (Mexiko) | Publik: 54 367 Domare: Arturo Brizio Carter (Mexiko) |

|           | 5 juli 1994 | Mexiko                              | 1 – 1 (e.fl.)              | Bulgarien                           | Giants Stadium, East Rutherford                 |                                                 |
| 16.30 EDT | 16.30 EDT   | García Aspe 18′ (str.)              | Rapport                    | Stoitjkov 6′                        | Publik: 71 030 Domare: Jamal Al Sharif (Syrien) | Publik: 71 030 Domare: Jamal Al Sharif (Syrien) |
| 16.30 EDT | 16.30 EDT   |                                     |                            |                                     | Publik: 71 030 Domare: Jamal Al Sharif (Syrien) | Publik: 71 030 Domare: Jamal Al Sharif (Syrien) |
| 16.30 EDT | 16.30 EDT   | García Aspe Bernal Rodríguez Suárez | Straffsparksläggning 1 – 3 | Balakov Guentchev Borimirov Letjkov | Publik: 71 030 Domare: Jamal Al Sharif (Syrien) | Publik: 71 030 Domare: Jamal Al Sharif (Syrien) |

### Kvartsfinaler
|           | 9 juli 1994 | Italien                     | 2 – 1   | Spanien      | Foxboro Stadium, Foxboro                    |                                             |
| 12.00 EDT | 12.00 EDT   | D. Baggio 25′ R. Baggio 88′ | Rapport | Caminero 58′ | Publik: 53 400 Domare: Sándor Puhl (Ungern) | Publik: 53 400 Domare: Sándor Puhl (Ungern) |
| 12.00 EDT | 12.00 EDT   |                             |         |              | Publik: 53 400 Domare: Sándor Puhl (Ungern) | Publik: 53 400 Domare: Sándor Puhl (Ungern) |
| 12.00 EDT | 12.00 EDT   |                             |         |              | Publik: 53 400 Domare: Sándor Puhl (Ungern) | Publik: 53 400 Domare: Sándor Puhl (Ungern) |

|           | 9 juli 1994 | Nederländerna           | 2 – 3   | Brasilien                         | Cotton Bowl, Dallas                                 |                                                     |
| 14.30 CDT | 14.30 CDT   | Bergkamp 64′ Winter 76′ | Rapport | Romário 53′ Bebeto 63′ Branco 81′ | Publik: 63 500 Domare: Rodrigo Badilla (Costa Rica) | Publik: 63 500 Domare: Rodrigo Badilla (Costa Rica) |
| 14.30 CDT | 14.30 CDT   |                         |         |                                   | Publik: 63 500 Domare: Rodrigo Badilla (Costa Rica) | Publik: 63 500 Domare: Rodrigo Badilla (Costa Rica) |
| 14.30 CDT | 14.30 CDT   |                         |         |                                   | Publik: 63 500 Domare: Rodrigo Badilla (Costa Rica) | Publik: 63 500 Domare: Rodrigo Badilla (Costa Rica) |

|           | 10 juli 1994 | Bulgarien                 | 2 – 1   | Tyskland            | Giants Stadium, East Rutherford                      |                                                      |
| 12.00 EDT | 12.00 EDT    | Stoitjkov 75′ Letjkov 78′ | Rapport | Matthäus 47′ (str.) | Publik: 72 000 Domare: José Torres Cadena (Colombia) | Publik: 72 000 Domare: José Torres Cadena (Colombia) |
| 12.00 EDT | 12.00 EDT    |                           |         |                     | Publik: 72 000 Domare: José Torres Cadena (Colombia) | Publik: 72 000 Domare: José Torres Cadena (Colombia) |
| 12.00 EDT | 12.00 EDT    |                           |         |                     | Publik: 72 000 Domare: José Torres Cadena (Colombia) | Publik: 72 000 Domare: José Torres Cadena (Colombia) |

|           | 10 juli 1994 | Rumänien                                              | 2 – 2 (e.fl.)              | Sverige                                              | Stanford Stadium, Stanford                  |                                             |
| 12.30 PDT | 12.30 PDT    | Răducioiu 88′, 101′                                   | Rapport                    | Brolin 78′ K. Andersson 115′                         | Publik: 83 500 Domare: Philip Don (England) | Publik: 83 500 Domare: Philip Don (England) |
| 12.30 PDT | 12.30 PDT    |                                                       |                            |                                                      | Publik: 83 500 Domare: Philip Don (England) | Publik: 83 500 Domare: Philip Don (England) |
| 12.30 PDT | 12.30 PDT    | Răducioiu Hagi Lupescu Petrescu Dumitrescu Belodedici | Straffsparksläggning 4 – 5 | Mild K. Andersson Brolin Ingesson R. Nilsson Larsson | Publik: 83 500 Domare: Philip Don (England) | Publik: 83 500 Domare: Philip Don (England) |

### Semifinaler
|           | 13 juli 1994 | Bulgarien            | 1 – 2   | Italien            | Giants Stadium, East Rutherford                 |                                                 |
| 16.00 EDT | 16.00 EDT    | Stoitjkov 44′ (str.) | Rapport | R. Baggio 21′, 25′ | Publik: 74 110 Domare: Joel Quiniou (Frankrike) | Publik: 74 110 Domare: Joel Quiniou (Frankrike) |
| 16.00 EDT | 16.00 EDT    |                      |         |                    | Publik: 74 110 Domare: Joel Quiniou (Frankrike) | Publik: 74 110 Domare: Joel Quiniou (Frankrike) |
| 16.00 EDT | 16.00 EDT    |                      |         |                    | Publik: 74 110 Domare: Joel Quiniou (Frankrike) | Publik: 74 110 Domare: Joel Quiniou (Frankrike) |

|           | 13 juli 1994 | Sverige | 0 – 1   | Brasilien   | Rose Bowl, Pasadena                                  |                                                      |
| 16.30 PDT | 16.30 PDT    |         | Rapport | Romário 80′ | Publik: 91 856 Domare: José Torres Cadena (Colombia) | Publik: 91 856 Domare: José Torres Cadena (Colombia) |
| 16.30 PDT | 16.30 PDT    |         |         |             | Publik: 91 856 Domare: José Torres Cadena (Colombia) | Publik: 91 856 Domare: José Torres Cadena (Colombia) |
| 16.30 PDT | 16.30 PDT    |         |         |             | Publik: 91 856 Domare: José Torres Cadena (Colombia) | Publik: 91 856 Domare: José Torres Cadena (Colombia) |

### Bronsmatch
|           | 16 juli 1994 | Sverige                                         | 4 – 0   | Bulgarien | Rose Bowl, Pasadena                                        |                                                            |
| 12.30 PDT | 12.30 PDT    | Brolin 8′ Mild 30′ Larsson 37′ K. Andersson 39′ | Rapport |           | Publik: 91 500 Domare: Ali Bujsaim (Förenade arabemiraten) | Publik: 91 500 Domare: Ali Bujsaim (Förenade arabemiraten) |
| 12.30 PDT | 12.30 PDT    |                                                 |         |           | Publik: 91 500 Domare: Ali Bujsaim (Förenade arabemiraten) | Publik: 91 500 Domare: Ali Bujsaim (Förenade arabemiraten) |
| 12.30 PDT | 12.30 PDT    |                                                 |         |           | Publik: 91 500 Domare: Ali Bujsaim (Förenade arabemiraten) | Publik: 91 500 Domare: Ali Bujsaim (Förenade arabemiraten) |

### Final
|           | 17 juli 1994 | Brasilien                          | 0 – 0 (e.fl.)              | Italien                                  | Rose Bowl, Pasadena                         |                                             |
| 12.30 PDT | 12.30 PDT    |                                    | Rapport                    |                                          | Publik: 94 194 Domare: Sándor Puhl (Ungern) | Publik: 94 194 Domare: Sándor Puhl (Ungern) |
| 12.30 PDT | 12.30 PDT    |                                    |                            |                                          | Publik: 94 194 Domare: Sándor Puhl (Ungern) | Publik: 94 194 Domare: Sándor Puhl (Ungern) |
| 12.30 PDT | 12.30 PDT    | Márcio Santos Romário Branco Dunga | Straffsparksläggning 3 – 2 | Baresi Albertini Evani Massaro R. Baggio | Publik: 94 194 Domare: Sándor Puhl (Ungern) | Publik: 94 194 Domare: Sándor Puhl (Ungern) |

## VM-profiler
- Argentina: Gabriel Batistuta, Claudio Caniggia, Diego Maradona, Fernando Redondo
- Belgien: Michel Preud'homme
- Brasilien: Bebeto, Dunga, Jorginho, Márcio Santos, Romário
- Bulgarien: Krasimir Balakov, Jordan Letjkov, Hristo Stoitjkov
- Italien: Roberto Baggio, Franco Baresi, Paolo Maldini
- Kamerun: Roger Milla
- Nederländerna: Dennis Bergkamp, Marc Overmars
- Nigeria: Emmanuel Amunike, Rashidi Yekini
- Rumänien: Miodrag Belodedici, Gheorghe Hagi, Florin Răducioiu
- Ryssland: Oleg Salenko
- Spanien: Jon Andoni Goikoetxea
- Sverige: Kennet Andersson, Tomas Brolin, Martin Dahlin, Thomas Ravelli
- Tyskland: Jürgen Klinsmann
- USA: Alexi Lalas

## Världslaget
Vid slutet av VM i fotboll i USA 1994 tog Fifa ut ett världslag bestående av de bästa spelarna. Laget bestod av följande spelare:
| Stoitjkov Romário Baggio BalakovHagi DungaBrolin Maldini Santos Jorginho Preud'homme | \| Reserver \| Reserver \| \| ----------- \| ------------------ \| \| Målvakt \| Thomas Ravelli \| \| Försvarare \| Miodrag Belodedici \| \| \| Alexi Lalas \| \| Mittfältare \| Fernando Redondo \| \| \| Andoni Goikoetxea \| \| Anfallare \| Jürgen Klinsmann \| \| \| Dennis Bergkamp \| \| \| Bebeto \| \| \| Rashidi Yekini \| |
| Reserver                                                                             | |
| Målvakt                                                                              | Thomas Ravelli |
| Försvarare                                                                           | Miodrag Belodedici |
|                                                                                      | Alexi Lalas |
| Mittfältare                                                                          | Fernando Redondo |
|                                                                                      | Andoni Goikoetxea |
| Anfallare                                                                            | Jürgen Klinsmann |
|                                                                                      | Dennis Bergkamp |
|                                                                                      | Bebeto |
|                                                                                      | Rashidi Yekini |

## Statistik

### Målskyttar
6 mål
| Hristo Stoitjkov | Oleg Salenko |  |

5 mål
| Romário | Roberto Baggio | Kennet Andersson | Jürgen Klinsmann |

4 mål
| Gabriel Batistuta | Florin Răducioiu | Martin Dahlin |

3 mål
| Bebeto Gheorghe Hagi | Dennis Bergkamp | José Luis Caminero | Tomas Brolin |

2 mål
| Claudio Caniggia Philippe Albert Yordan Letchkov Adolfo Valencia | Dino Baggio Hong Myung-Bo Luis García Wim Jonk | Daniel Amokachi Emmanuel Amuneke Ilie Dumitrescu Fuad Amin | Adrian Knup Jon Andoni Goikoetxea Rudi Völler |

1 mål
| Abel Balbo Diego Maradona Marc Degryse Georges Grün Erwin Sánchez Branco Márcio Santos Raí Daniel Borimirov Nasko Sirakov David Embé Roger Milla François Omam-Biyik | Hernán Gaviria John Harold Lozano John Aldridge Ray Houghton Daniele Massaro Hwang Sun-Hong Seo Jung-Won Mohammed Chaouch Hassan Nader Marcelino Bernal Alberto García Aspe Bryan Roy Gaston Taument | Aron Winter Finidi George Samson Siasia Rashidi Yekini Kjetil Rekdal Dan Petrescu Dmitri Radchenko Fahad Al-Ghesheyan Sami Al-Jaber Saeed Al-Owairan Stéphane Chapuisat Alain Sutter | Txiki Begiristain Josep Guardiola Fernando Hierro Luis Enrique Julio Salinas Henrik Larsson Roger Ljung Håkan Mild Lothar Matthäus Karl-Heinz Riedle Earnie Stewart Eric Wynalda |

Självmål
 Andrés Escobar för USA

### Fotnoter
1. ↑  ”Straffdraman vi minns från VM” (på svenska). Svenska dagbladet. 1 juli 2010. https://www.svd.se/straffdraman-vi-minns-fran-vm. Läst 19 juli 2017.
2. ↑  Christoffer Bjäreborn (23 januari 2001). ”Jag kämpade mot tårarna” (på svenska). Sportbladet. http://wwwc.aftonbladet.se/sport/0101/23/thomas.html. Läst 19 juli 2017.